# Villarrobledo (stacja kolejowa)
Villarrobledo (hiszp. Estación de Villarrobledo) – stacja kolejowa w miejscowości Villarrobledo, w prowincji Albacete, we wspólnocie autonomicznej Kastylia-La Mancha, w Hiszpanii.
Jest obsługiwana przez pociągi Media Distancia przewoźnika Renfe.

## Położenie stacji
Znajduje się na linii kolejowej Madryt – Walencja w km 204,3, na wysokości 715 m n.p.m., pomiędzy stacjami Socuéllamos i Minaya.

## Historia
Stacja została otwarta w dniu 18 marca 1855 wraz z otwarciem odcinka od Alcazar de San Juan do Albacete linii kolejowej między Madrytem i Almansa, w celu połączenia się z Alicante. Zbudowana została przez Compañía del Camino de Hierro de Madrid a Aranjuez. W 1941 roku w wyniku nacjonalizacji kolei w Hiszpanii stacja, jak i linia stała się częścią RENFE. W 1987 roku, pociąg elektryczny z wychylnym pudłem 443 osiągnął prędkość 206 km/h między Villarrobledo i Minaya, a 1991 roku lokomotywa s/269.601 osiągnęła 241,3 km/h między Villarrobledo i La Roda.
Od 31 grudnia 2004 infrastrukturą kolejową zarządza Adif.

## Linie kolejowe
- Madryt – Walencja